# Аксел Шулц
Аксел Шулц (на немски: Axel Schulz) е бивш германски боксьор, състезавал се както като аматьор, така и като професионалист (тежка категория).

## Аматьорски бокс
От 1982 година Шулц се състезава за армейски спортен клуб „Vorwärts“, намиращ се в град Франкфурт на Одер, по-късно става младежки шампион на ГДР. На Европейското първенства за младежи, проведено в Дания през 1986 г., Шулц спечелва титлата в категория лека-тежка, а през 1988 г., под опеката на Манфред Волке, той става шампион на ГДР в тежка категория. През 1989 г. печели победа на турнир в Хале, сребърен медал на Европейското първенство в Атина и бронзов медал на Световното първенство в Москва, където губи от легендарния кубински боксьор Феликс Савон.
Като аматьор Шулц регистрира 78 победи и 20 загуби.

## Кариера на професионалист
След обединението на Германия, Шулц става професионален боксьор и се състезава при най-тежките. През 1992 г. става шампион на Германия в тежка категория, след победа над Бернд Фридрих в град Касел.
През 1992 г. и 1993 г. на два пъти се бие за Европейска титла срещу Хенри Акинванде. Първият мач е равен, но във втория мач Шулц претърпява първата си загуба в професионалната си кариера.
На 22 април 1995 година улц се изправя срещу легендата Джордж Форман, по пътя към титлата във версия Световна Боксова Федерация IBF, губейки по точки. Това е първата битка на пастор Форман, след завръщането му при най-тежките професионалисти. След като Джордж форман отказва реванш на Шулц, на германския боксьор е дадена втора възможност да достигне мач за титлата, когакато за целта трябва да се срещне с южноафриканския гигант Франсоа Бота (наричан „Белия бизон“), като мачът е насрочен за 12 декември 1995 година.
Бота печели със съдийско решение, но малко по-късно се оказва че допинг пробата му е положителна за забранения медикамент Нандролон, мача е анулиран и Шулц получава възможност да се бие за титлата с Майкъл Мурър, на 22 юни 1996 година, мач който Мурър печели по точки.
Шулц приключва кариерата си след мач с Владимир Кличко на 25 септември 1999 година, в мач за Европейската титла.

## Опит за завръщане на ринга
След края на кариерата си, Шулц работи в телевизията като експерт-анализатор. През декември 2005 г., той получава оферта от Карл Кинг (доведен син на легендарния боксов промоутър Дон Кинг), да се бие отново. Неговото завръщане става на 25 ноември 2006 година, срещу Брайън Минто. Шулц губи в шестия рунд с нокаут.

## Личен живот
Аксел Шулц се жени през март 2006 година. На 19 август 2006 година се ражда първото им дете.